# Гимн Коста-Рики
Национа́льный гимн Ко́ста-Ри́ки (исп. Himno Nacional de Costa Rica) — государственный гимн Коста-Рики. Музыка гимна была написана в 1852 году Мануэлем Марией Гутьерресом и в следующем году утверждена. В 1903 году были приняты слова Хорхе Марии Селедона Бренеса. Окончательное утверждение гимн получил в 1949 году.

## Испанский текст гимна
Noble patria, tu hermosa bandera 

expresión de tu vida nos da; 

bajo el límpido azul de tu cielo 

blanca y pura descansa la paz.
En la lucha tenaz, 

de fecunda labor 

que enrojece del hombre la faz, 

conquistaron tus hijos 

labriegos sencillos 

eterno prestigio, estima y honor.
¡Salve, o tierra gentil! 

¡Salve, o madre de amor! 

Cuando alguno pretenda 

tu gloria manchar, 

verás a tu pueblo valiente y viril, 

la tosca herramienta en arma trocar.
Salve oh Patria tu pródigo suelo, 

dulce abrigo y sustento nos da; 

bajo el límpido azul de tu cielo 

¡vivan siempre el trabajo y la paz!

## Перевод на русский
Благородная родина, твой прекрасный флаг 

Выражает твою жизнь для нас, 

Под чистым голубым небом 

белый и чистый спокоен мир.
В упорной борьбе, 

Плодотворной работе, 

Что украшает лицо человека, 

Завоевали твои сыновья, 

Простые крестьяне, 

Вечные уважение и честь.
Приветствуем, нежная земля! 

Приветствуем, любящая мать! 

Если кто-то посмеет 

Запятнать твою славу, 

Увидишь свой храбрый и мужественный народ 

Что обменивает инструменты на оружие.
Приветствуем, родина! Твоя плодородная почва 

Убежище и пропитание даёт нам, 

Под чистым голубым небом 

Пусть живут всегда работа и мир!